# Studillac

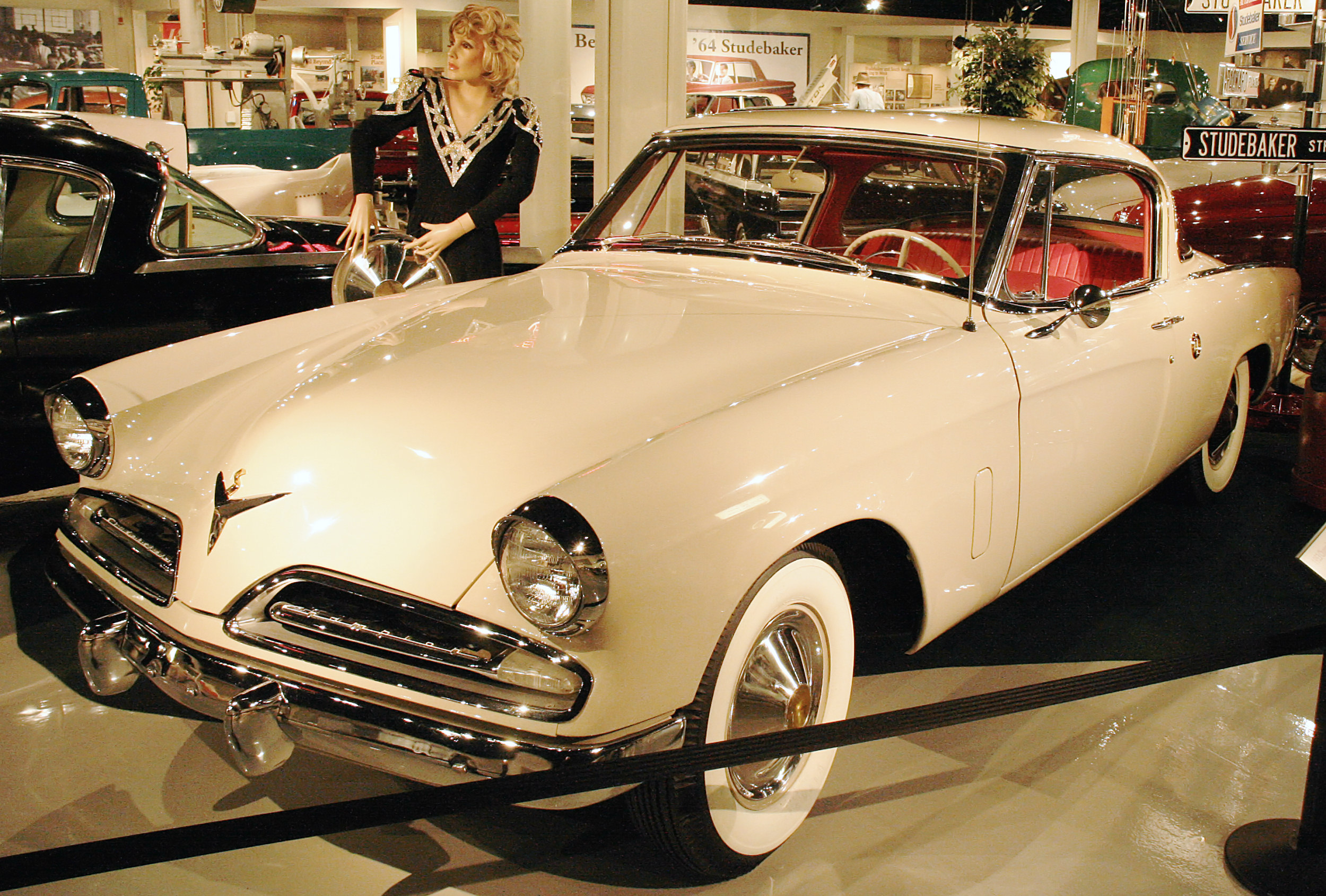
Studebaker Commander Starliner (1953)

Studillac war eine US-amerikanische Automobilmarke.

## Beschreibung
Bill Frick Motors in Rockville Centre (New York) baute von 1953 bis 1955 Personenkraftwagen unter diesem Namen.
Wie der Name andeutet, handelte es sich bei dem einzigen Modell der Marke um einen Studebaker Commander Starliner, ein zweitüriges Hardtop-Coupé mit fünf Sitzplätzen, in das ein Cadillac-Motor eingebaut war. Der Radstand betrug 3060 mm, die Gesamtlänge 5129 mm, das Gewicht 1495 kg. Der obengesteuerte V8-Motor hatte 5426 cm³ Hubraum und  gab seine Kraft über ein manuelles Dreiganggetriebe an die Hinterräder weiter. Auf Wunsch gab es eine zweistufige Hydra-Matic.
Das Modell des Jahres 1953 leistete 210 bhp (154 kW) bei 4150 min−1 und kostete US$ 3874,- (inflationsbereinigt $39.257). Der Aufpreis für das Automatikgetriebe betrug US$ 500,-. 1954 stiegen die Motorleistung auf 230 bhp (169 kW) bei 4400 min−1 und der Preis auf US$ 4002,-. 1955 wurde die Leistung nochmals auf 250 bhp erhöht (184 kW) bei 4600 min−1, der Preis blieb gleich.

## Trivia
Der Studillac hat in Ian Flemings James-Bond-Romanen verschiedentlich Auftritte, so wird er beispielsweise in Live and let die (Leben und sterben lassen) sowie in James Bond jagt Goldfinger vom, mit Bond befreundeten CIA-Agenten Felix Leiter gefahren.